# Bernardino da Novate
Bernardino da Novate (XVI secolo) è stato uno scultore italiano.

## Biografia
Vissuto nel XVI secolo era originario di Novate Milanese ed autore, fra l'altro delle statue della Fama e della Vittoria (1560) situate agli estremi della tomba del Duca Gian Galeazzo Visconti nella Certosa di Pavia e, in collaborazione con Taddeo Carlone e Giovanni Giacomo Paraca di Castello, della tomba del patrizio genovese Ceva Doria (1574), nella chiesa di Santa Maria della Cella (Sampierdarena).